# Hereo de Argos

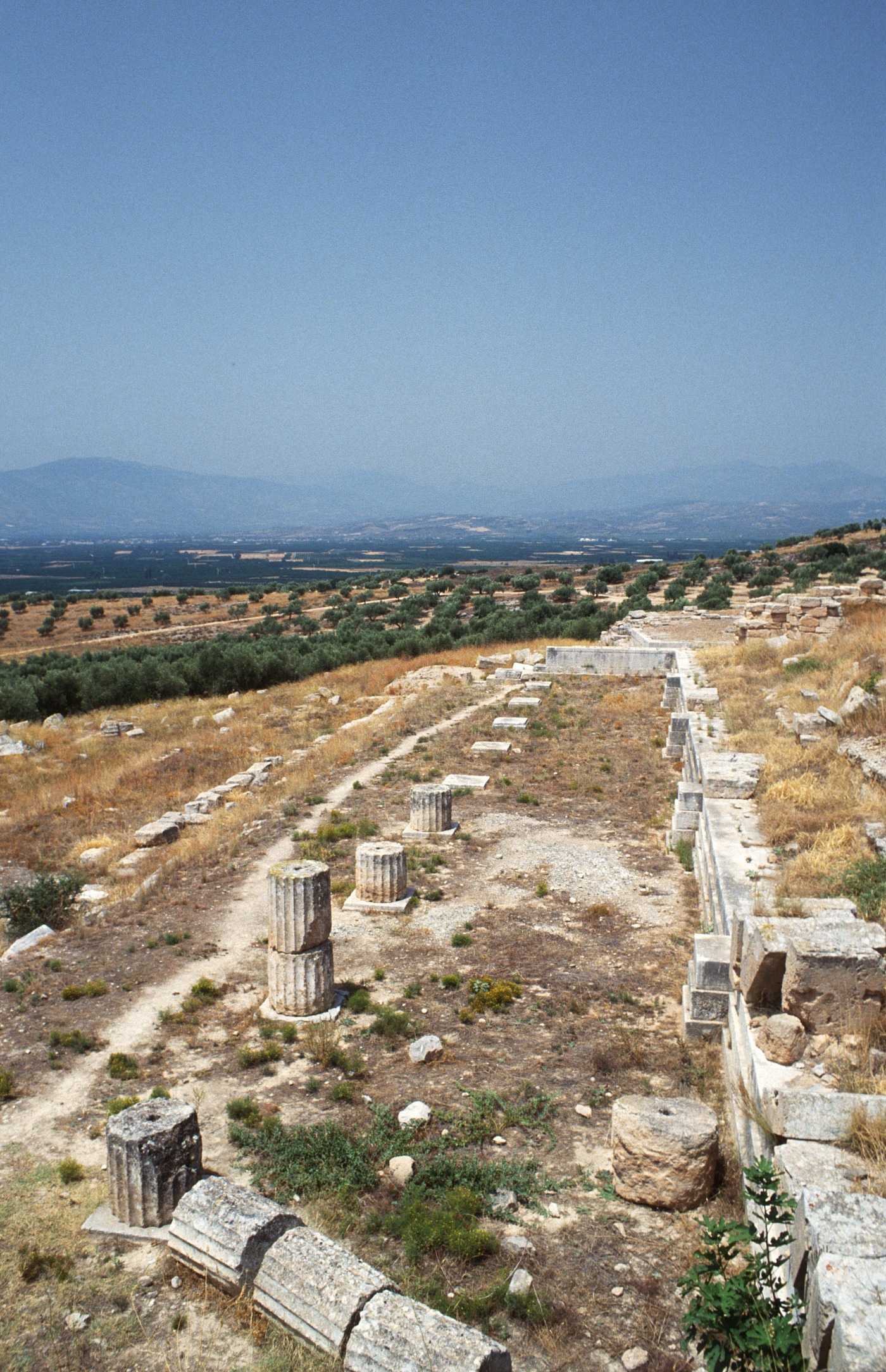
Hereo de Argos.

El Hereo de Argos (en griego antiguo: Ἡραίον, romanizado: Hēraion) era el templo principal del santuario en la Argólida en la península del Peloponeso, dedicado a Hera,cuyo epíteto «Hera Argiva» (Here Argeie) resulta conocido para los lectores de Homero. La propia Hera afirmaba ser la protectora de Argos, donde se guarda el recuerdo en una representación arcaica y anicónica de la Gran Diosa en un pilar. El sitio podría ser el punto de origen del culto a Hera. El  yacimiento arqueológico del santuario se encuentra en la unidad periférica de Argos-Micenas, cerca de las poblaciones de Néo Iraío y Monastirák. Se construyó en la ladera suroeste de la colina conocida actualmente como Aetóvouno y Évvia, en el lado oriental de la llanura.
Fue uno de los primeros templos con columnas de Grecia, lo que subraya el papel prominente de una ciudad como Argos o Corinto en el desarrollo de la arquitectura griega. 
El interior de adobe del templo arcaico no se conserva, pero sí queda parte del zócalo de caliza, con las marcas correspondientes a las columnas de madera. Las tejas, de arcilla según algunos, se pusieron ya en el tejado original o se colocaron al repararlo posteriormente.
Era el santuario de Hera más importante de la Argólida y se considera el centro de todo el culto a Hera. Fue compartido por Argos, Micenas y Tirinto, pero Argos acabó haciéndose con su control.
El viajero Pausanias, que visitó el sitio en el siglo II, se refiere a la región como Prosimna. Según Pausanias, Prosimna, Eubea y Acrea, las tres hijas del río Asterión, fueron las nodrizas de Hera.
El centro del santuario era el templo, proyectado, realizado y realzado por la disposición del terreno en terrazas.
El templo se alzaba en la ladera del monte Acrea, en cuya cima han aparecido los restos de la acrópolis micénica de Prosimna, y era el más importante de la región. La elección de este lugar pudo deberse a dos motivos: El poder político argivo dependía del control de llanura y la posición prominente del periodo geométrico.
El periodo de mayor expansión constructiva del Hereo de Argos fue el siglo V a. C., y siguió funcionando como lugar de culto hasta la época romana, como se deduce de la descripción que hizo Pausanias del santuario.

## Origen
Según una leyenda recogida por Dictis de Creta, Agamenón fue elegido en el Hereo para liderar a los argivos contra Troya. Las murallas y los primeros descubrimientos del sitio datan del periodo geométrico, durante el que fue compuesta la Ilíada. Un asentamiento heládico precedió la construcción del santuario. En su origen, la Hera local era posiblemente una deidad ctónica asociada a la naturaleza. En la mitología griega, el rey Agamenón de Micenas fue elegido por Hera para dirigir la guerra de Troya. Sin embargo, los primeros hallazgos en la zona datan del periodo geométrico. 

## Primeros usos del sitio
Antes de que Argos construyera las primeras estructuras del Hereo y ejerciera influencia sobre el área, hubo grupos que utilizaban la tierra desde el período neolítico hasta el período heládico tardío. P. Alin encontró pruebas en forma de piezas de cerámica de estilo protogeométrico que apoyan que los grupos se habían asentado cerca de la terraza del templo arcaico y del templo nuevo, y también encontró un tholos y una parcela de tumbas de cámara micénicas en las cercanías. No hay pruebas suficientes para confirmar si el yacimiento se utilizó de forma continuada desde los tiempos de la Edad del Bronce hasta la Edad Oscura.

## Desarrollo del Hereo
Al final de la Edad Oscura, la llanura argiva sufrió cambios dramáticos a medida que la población crecía y las ciudades-Estado comenzaron a surgir. Entre estas potencias emergentes en la llanura se encontraba Argos, que anteriormente era un pequeño grupo de ciudades en la Edad Oscura. A medida que Argos crecía tanto en población como en riqueza, tenía los recursos para emprender proyectos que sirvieran y promovieran a su creciente comunidad. La construcción de este gran espacio sagrado, el Hereo, reflejó una nueva identidad compartida para la gente de este territorio en desarrollo de la llanura. El uso del santuario se extendió más allá de Argos desde el establecimiento de Hereo en el siglo VIII a. C., y el santuario funcionó como un lugar de culto compartido y espacio de reunión para varias comunidades en la llanura argiva hasta el 460 a. C.

## SiglosVIIIyVIIa.C.
Con unas dimensiones de 55,80 m x 34,40 m, la terraza rectangular del templo antiguo fue la primera estructura construida en el Hereo. Los argivos construyeron la terraza a finales del siglo VIII a. C. o principios del VII a. C.  apilando grandes piedras de diversas formas unas sobre otras. Estas piedras se encuentran de forma natural a unos 50 m de la superficie de la terraza y en el lado sur de esta estructura, y los argivos las dispersaron de forma intermitente con bloques más pequeños entre ellas. A juzgar por la estructura restante, es evidente que Argos estaba emulando el estilo de mampostería micénica, la construcción ciclópea. Esta elección de diseño fue intencionada: los habitantes del territorio en desarrollo de Argos buscaban forjar vínculos con los micénicos que los precedieron, y que eran especialmente reverenciados en ese período de tiempo. Como explicó E. L. Tilton, es evidente que Argos construyó esta parte del Hereo mucho después de los micénicos. En primer lugar, señala que la terraza es demasiado larga y no está segmentada en la forma en que los micénicos solían construir sus muros y terrazas. Además, las piedras empleadas por los argivos en la construcción de la terraza del templo antiguo son más grandes que las instaladas por los micénicos. A partir de estas observaciones realizadas en 1903, Tilton concluyó que Argos estaba intentando conscientemente recrear e imitar estructuras de la época  micénica. La terraza del templo arcaico se encuentra sobre una central, y la estructura sirve como un muro de contención; la superficie dura construida en la parte superior del muro podría haber actuado como base para una estructura grande.
El templo antiguo se encuentra en la terraza superior del cercano Hereo. Con solo el estilóbato sur intacto, los arqueólogos no han podido datarlo con precisión, pero el estilo del estilóbato refleja estructuras que datan del siglo VII a. C. Strom y Billot sugieren que el templo tenía columnas, aunque Billot sostiene que el diseño y la disposición interior no se pueden descubrir debido a la falta de evidencia. Hay una sección pavimentada al oeste y al sur de donde está la terraza del templo antiguo y en el propio templo, Debido a su gran visibilidad desde lejos, estos espacios podrían haber servido para exhibir impresionantes dedicatorias de visitantes adinerados del Hereo argivo.

## El templo arcaico

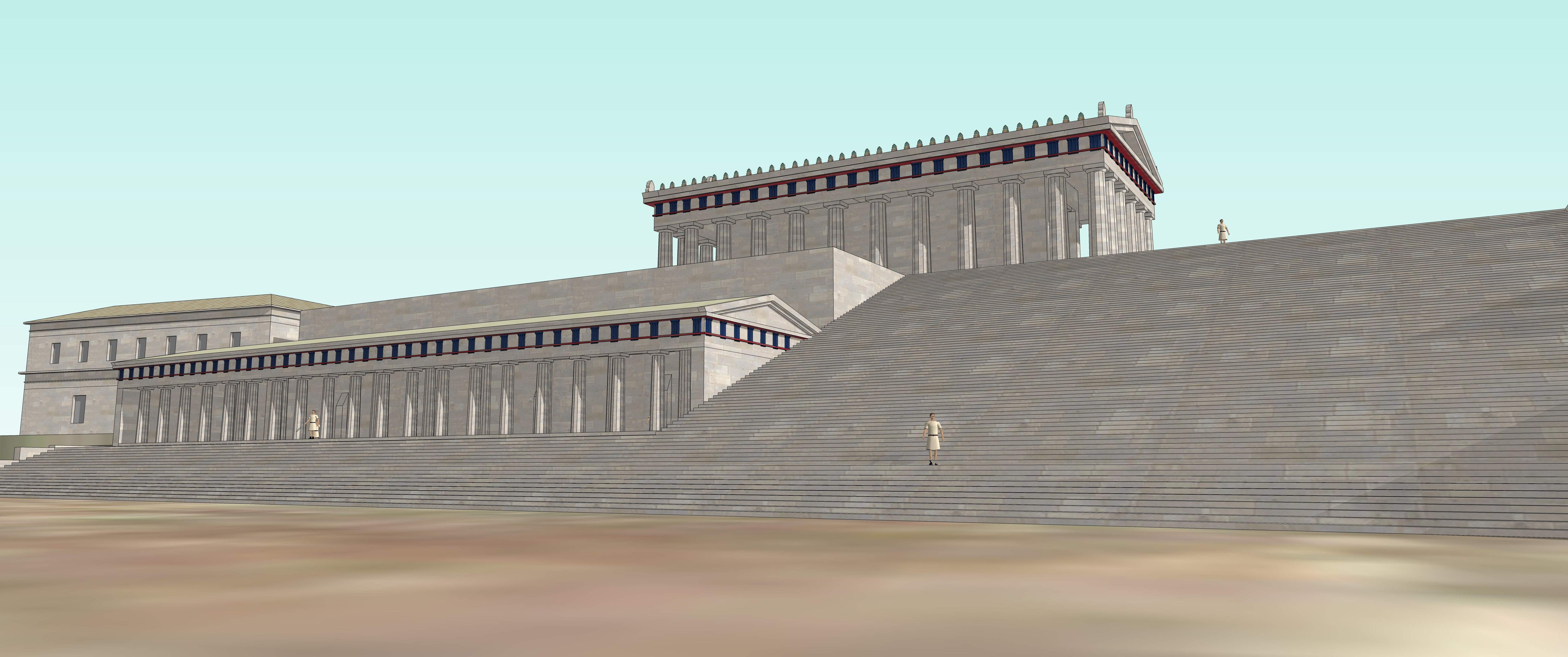
Reconstrucción del templo.

El santuario propiamente dicho se fundó a mediados del siglo VII a. C. Probablemente se trataba de un santuario al aire libre. La zona del santuario se amplió durante la época arcaica. En el 600 a. C., el lugar se convirtió en el principal centro de culto de Argos.

## SigloVIa.C.
| Época arcaica Época clásica | Período helenístico Época romana |

Vista esquemática del santuario del Hereo.

Los edificios y estructuras más importantes del Hereo eran (los números se refieren al plano):
1. Templo arcaico de Hera
2. Estoa norte
3. Estoa noreste
4. Edificio oeste
5. Templo clásico de Hera
6. Edificio este
7. Estoa sur
8. Escalera monumental
9. Edificio noroeste
10. Gimnasio, es decir, Estoa inferior
11. Baños romanos

En 1976, Coulton dató la larga estoa del santuario del Hereo entre finales del VII y el siglo VI a. C. La estoa larga, también llamada Estoa norte, mide 62,10 x 9,20 m. Además, Coulton dató una estoa más pequeña, la  Estoa noreste, de alrededor de mediados del siglo VI a. C. El Edificio noreste, que mide 20,60 x 6,90 m, está al este de la Estoa norte, más grande. Billot sugiere en su trabajo de 1997 que Argos también construyó el Edificio oeste, un espacio de reunión, durante este siglo. Sin embargo, el trabajo de Miller en 1973 sitúa la construcción de este edificio en la última mitad del siglo V a. C. o más tarde, según un orden de construcción hipotético.El edificio oeste aún conserva un peristilo principal con dos filas de columnas al este, sur y oeste. Al norte del edificio, hay tres habitaciones con un pasillo compartido que conecta otras habitaciones del oeste y la parte principal del edificio. Hay recortes para el espacio de los lechos, lo que sugiere que estas tres habitaciones funcionaban como un espacio para comer y socializar (simposios).
El témenos se extiende a lo largo de tres terrazas escalonadas artificialmente, al pie del monte sobre un sitio con una vista imponente de la planicie argiva hasta Argos. El templo arcaico estaba erigido sobre la terraza más alta y fue destruido por un incendio en 423 a. C. Sus dimensiones eran 55 x 35 m. Un altar al aire libre se erigía también en el nivel superior. En el altar, según Pausanias, estaba esculpida la boda de Hebe y Heracles.
En el lado norte de la terraza central, inmediatamente debajo de la superior, había dos estoas, construidas en el periodo hacia el 500 a.a. C. En la terraza central había también un edificio peristilar primitivo, posiblemente una sala de banquetes de algún tipo. Se conoce como la Edificio oeste oeste. Al este del templo había una sala hipóstila, dividida en cuatro naves por columnas, parecida al Telesterion de Eleusis, conocida como la Edificio este.

## El templo nuevo

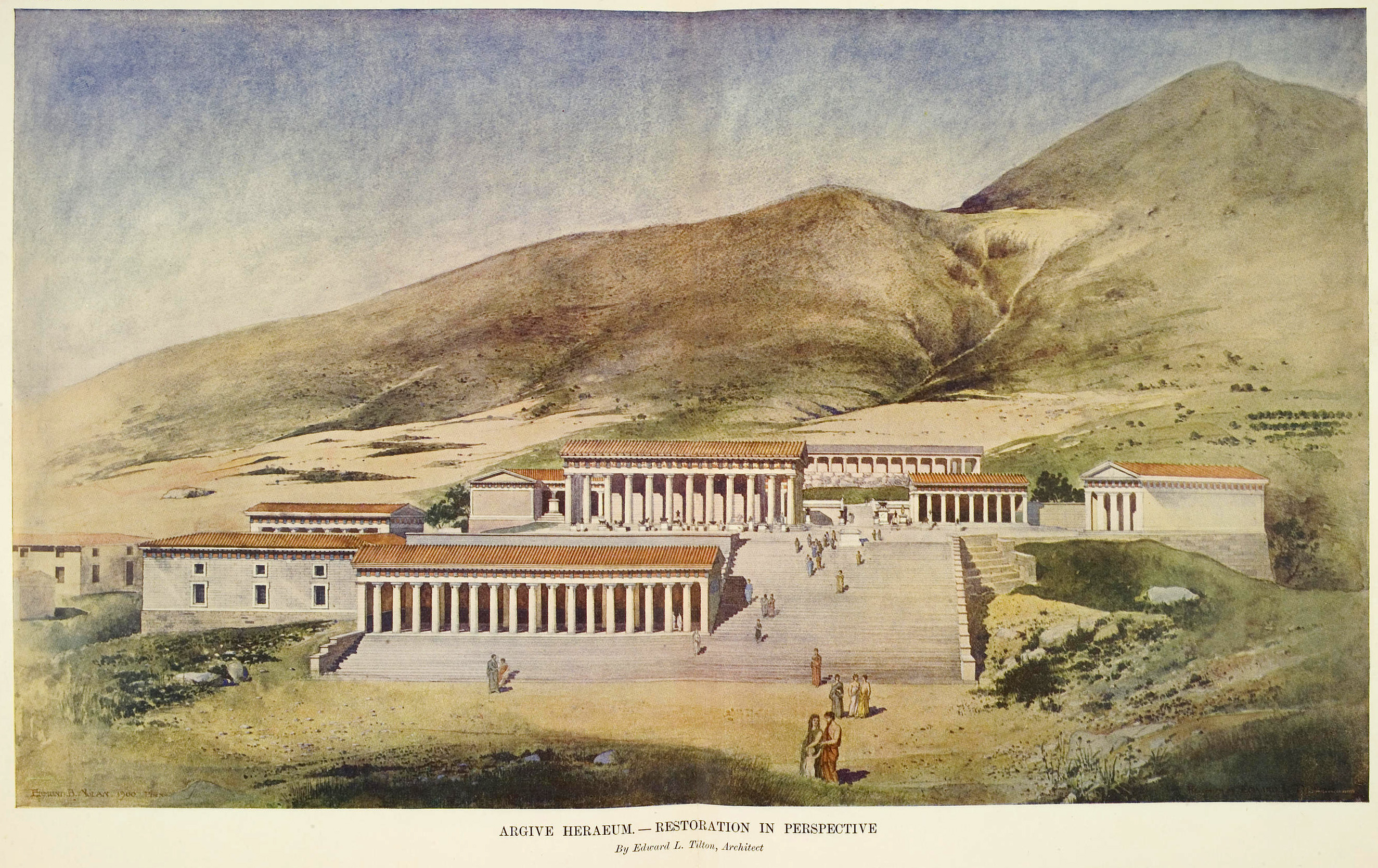
Pintura de cómo debía ser en la antigüedad. (1902).

A mediados del siglo V a. C., se produjeron muchos cambios para Argos y su territorio. Aunque el Hereo funcionaba principalmente como un espacio de culto y reunión compartido para las comunidades cercanas en la llanura argiva, la búsqueda argiva de expansión y poder a mediados de este siglo alteró la estructura del Hereo. Argos conquistó los estados cercanos de Micenas, Tirinto y Midea en 460 a. C., y las considerables renovaciones y ampliaciones al sitio argivo del Hereo ciertamente reflejan el estado sociopolítico cambiante. Argos pareció concentrar sus cambios en la terraza inferior.
La reconstrucción del templo por Eupolemo (c. 420-410 a. C.) se llevó a cabo en la segunda terraza, en la intermedia, y se desconoce el motivo por el que se cambió la ubicación del templo, a menos de un km al noroeste. Al mismo tiempo, la zona adquirió un carácter más monumental con la construcción de más edificios, incluida una gran escalinata que conducía a las terrazas.
Amandry sugiere que la construcción de este nuevo templo no se debió únicamente a que actuara como sustituto; hay pruebas de que la adición de este templo, comúnmente llamado templo nuevo, se planeó en el siglo V a. C., incluso antes del incendio. Para dar cabida al creciente Estado argivo durante este tiempo, la ampliación del Hereo era necesaria, y además, estos cambios «encajan bien en un patrón general de revisión posterior a la conquista, aclarando el estatus social y los derechos a la luz del nuevo orden social, integrando la actividad de culto y reforzando la posición dominante de Argos en la llanura.»

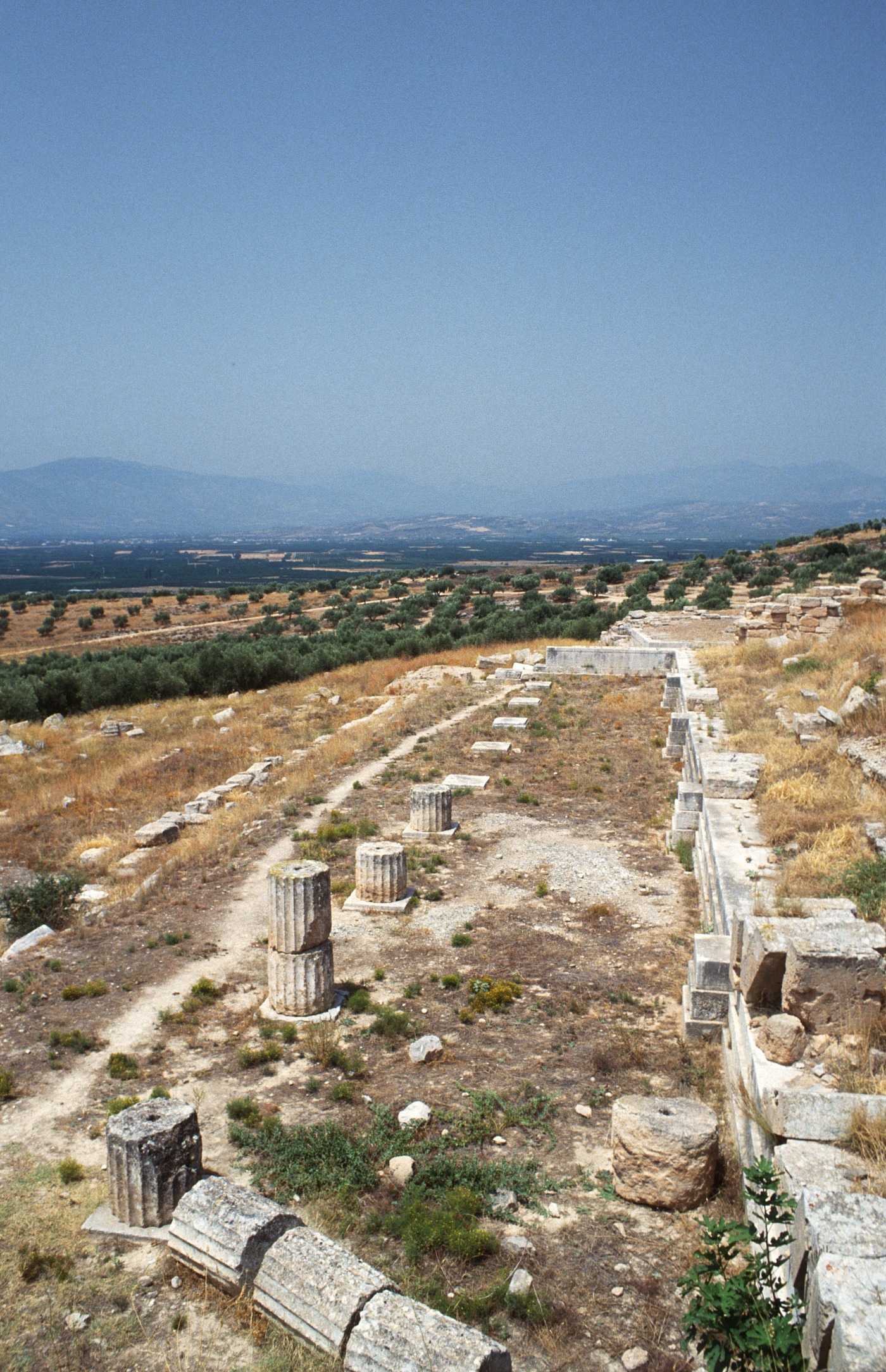
Restos de una estoa.

Existieron otras estructuras, una de las cuales fue el primer ejemplo de un edificio con un patio peristilar, de 6 x 16 columnas, abierto, rodeado por dos estoas. El nivel inferior conserva los restos de una estoa, levantada sobre unos cimientos de piedra caliza de 39,5 × 20 m. Los antiguos muros de contención sostienen los niveles escalonados planos. En el lado oriental del templo se construyó una rampa de acceso. En este templo las tejas, los frontones y las metopas eran de mármol. Se utilizó piedra local para las escalinatas y la base del templo, y piedra de poros para la estructura. 
Pausanias informa que había esculturas del nacimiento de Zeus, una gigantomaquia, y de la guerra y la toma de Troya. Según el geógrafo griego, en el pronaos se podían ver estatuas de las Cárites, de sacerdotisas de Hera y de Orestes. Menciona, también, una ofrenda votiva de Menelao: un escudo que le arrebató a Euforbo en Troya. Delante del templo había estatuas de las sacerdotisas de Hera y de los héroes argivos. Algunas esculturas se exhiben en el Museo Arqueológico Nacional de Atenas.
La famosa escultura criselefantina de Hera de marfil y bronce chapado en oro, realizada por Policleto, se alzaba en la cella del templo nuevo, construido por el arquitecto argivo Eupolemo tras el incendio, El templo ardió cuando la lámpara de la sacerdotisa de Hera, Críside (la cual dormía en el interior del templo), prendió de forma accidental las cintas colgadas por los devotos de la diosa en la estatua. Tucídides relata el percance y la reacción de Críside:

Críside huyó inmediatamente aquella noche, a Fliunte, por temor a los argivos... Estos nombraron a Faínide sacerdotisa. Cuando huyó Críside, había vivido ocho años y medio (como sacerdotisa) de esta guerra [la del Peloponeso].

## Historia posterior
El templo se mantuvo en uso hasta la época romana. Durante esta época, recibió grandes donaciones de Nerón y Adriano, entre otros. Durante el período bizantino, al menos hasta el XII, las piedras del templo se utilizaron para construir iglesias cercanas.

## La diosa Hera

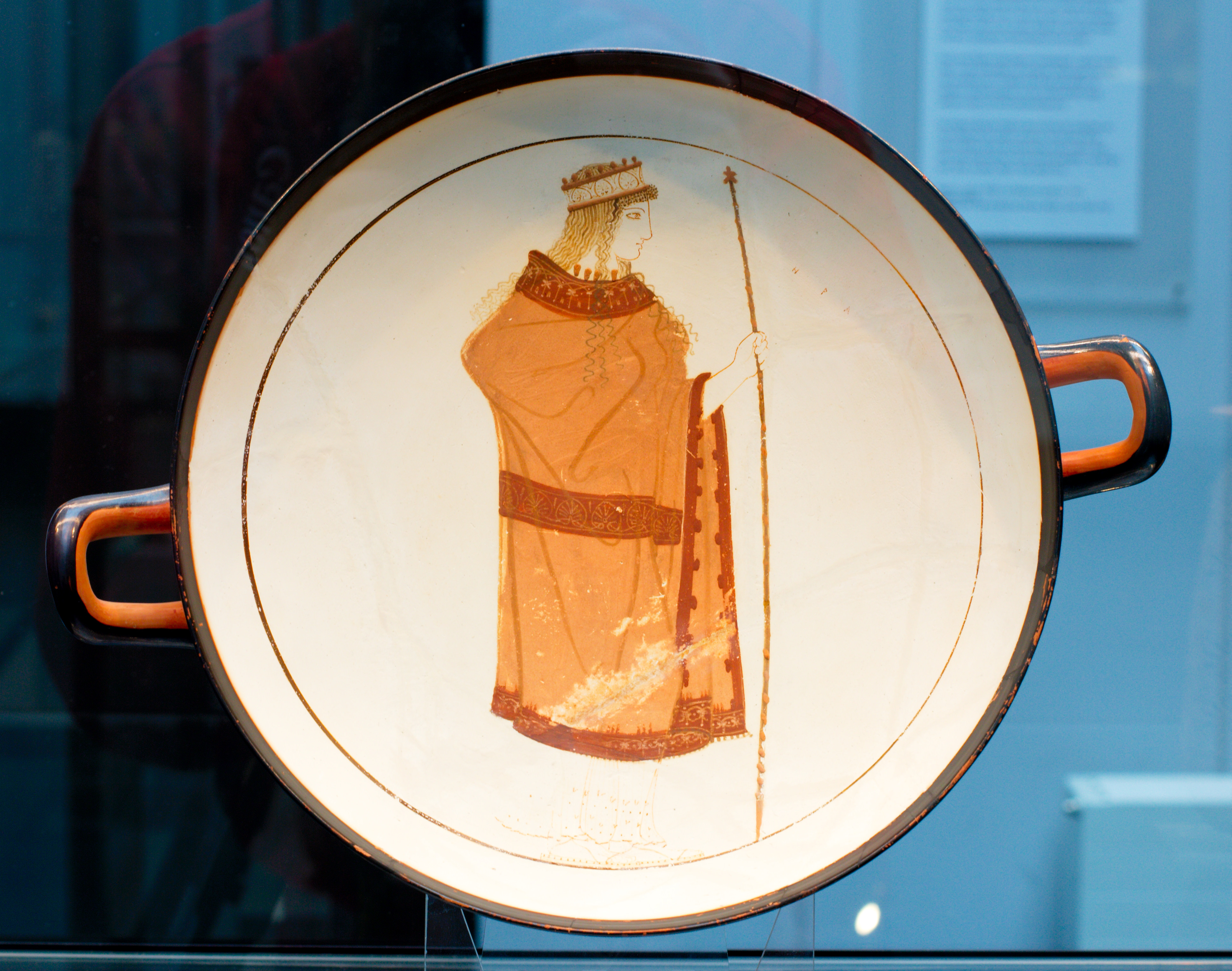
Hera (según inscripción). Tondo de una cílica ática de fondo blanco, ca. 470 a. C.

Los antiguos griegos adoraban a Hera como la reina de los dioses, entre muchos otros roles. En estos lugares sagrados, como el Hereo de Argos, los antiguos griegos solían enfatizar ciertas cualidades o roles específicos que se manifestaban en el diseño del santuario, los rituales y los festivales que allí se celebraban. En el Hereo argivo, era adorada por una serie de propósitos que servían al individuo, la familia y la polis: «Hera aparece como una diosa multifuncional, cuyo estatus panhelénico como esposa de Zeus y 'reina' de los dioses respalda sus funciones como protectora del parto, el crecimiento y el matrimonio». Hera parece ser una patrona del bienestar de la familia, y también parece haber sido adorada en relación con el ejército y el estado, ya que estos protegían el hogar. Debido a su papel abarcador en la vida cotidiana, tanto los hombres como las mujeres adoraban a Hera.

## Fiestas y rituales

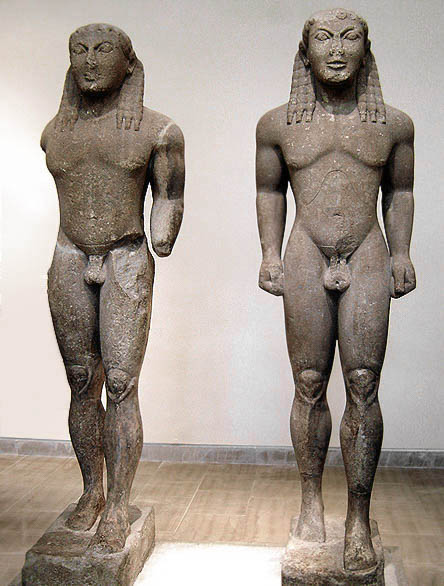
El grupo escultórico hallado en Delfos. alrededor del 580 a. C. Mármol de Paros. Museo Arqueológico de Delfos. Estatuas de Polimedes de Argos, descubiertas entre 1893 y 1894.

El Hereo albergaba una serie de festivales anuales que incluían a Argos y otras comunidades cercanas. En concreto, había eventos anuales para celebrar el Hieros gamos de Hera y Zeus. Según Pausanias, la gente de Argos creía que el manantial de Canato, cerca de Nauplia, era sagrado, y Hera se bañaba allí para recuperar su virginidad antes del Hieros gamos. Como resultado, los argivos bañaban su estatua antes de las ceremonias que rodeaban este festival. Más allá de esta ocasión, hay evidencia de que los rituales para las mujeres prometidas ocurrían en el Heraion argivo. Cuando una mujer joven dejaba el estado de niña y se convertía en mujer casada, había numerosas prácticas en el Hereo como bañarse en el agua del río Eleuterio, que serviría para prepararla para el matrimonio.
Además, hay evidencia de una procesión hasta el Hereo argivo desde Argos. Llamada la Procesión de la Hera Argeia, la marcha partía de la ciudad de Argos y se dirigía hacia la vía sagrada  con grupos de mujeres jóvenes, vacas y hombres jóvenes armados en el desfile. En las Historias, Heródoto cuenta un evento específico que ocurrió durante una de estas procesiones, la historia de Cleobis y Bitón. Cleobis y Bitó, era los hijos de una sacerdotisa y ayudaronn a su madre a atravesar  el santuario tirando de su carro con las manos. Tras su llegada, su madre rezó a Hera para que les concediera su bendición. Los hermanos entraronn en el templo de Hera, se quedaron dormidos y nunca despertaron. A pesar de esta descripción de la procesión de Hera Argea, todavía no está claro cuándo comenzaron estas procesiones.
Estos festivales permitían además dedicar tiempo a la socialización, así como competir entre familias individuales y entre diferentes comunidades en forma de juegos. Existen pruebas de que los habitantes de la llanura argiva celebraban juegos sagrados en el Hereo, y los arqueólogos han encontrado múltiples hidrias de bronce con inscripciones que indican que eran premios.

## Ofrendas votivas
Las visitas al Hereo a menudo implicaban la dedicación de ofrendas votivas a Hera, y puesto que se dejaban tradicionalmente en su lugar después de la dedicación, estas ofrendas proporcionaban una cantidad sustancial de pruebas para los arqueólogos que estudiaban el yacimiento. Los devotos rezaban una oración antes de dejar objetos como estatuillas, sellos, amuletos y joyas en zonas específicas del yacimiento. Mediante el estudio de estos exvotos, los arqueólogos han podido conocer mejor las preocupaciones, los valores y las vidas cotidianas de los habitantes de la llanura argiva. El hallazgo de imágenes con símbolos del cuidado de los niños y de la mujer confirma aún más la condición de Hera en este santuario de protectora preocupada por la familia. Hay muchas figuritas de niños y mujeres, así como amuletos de protección que apoyan esta hipótesis. Además, también se han encontrado exvotos de terracota que representan actividades domésticas como la fabricación de alimentos, ropa y tejidos. Esto también confirma la asociación de Hera con la preservación del hogar. Por último, las estatuillas y escudos de guerreros encontrados indican el estatus de Hera como protectora y patrona del Estado. Puesto que la familia servía de base al ejército y éste a su vez protegía los intereses del hogar, el papel de la diosa como protectora abarcaba la sociedad dentro de la llanura argiva de una forma muy multidimensional.

## Excavaciones

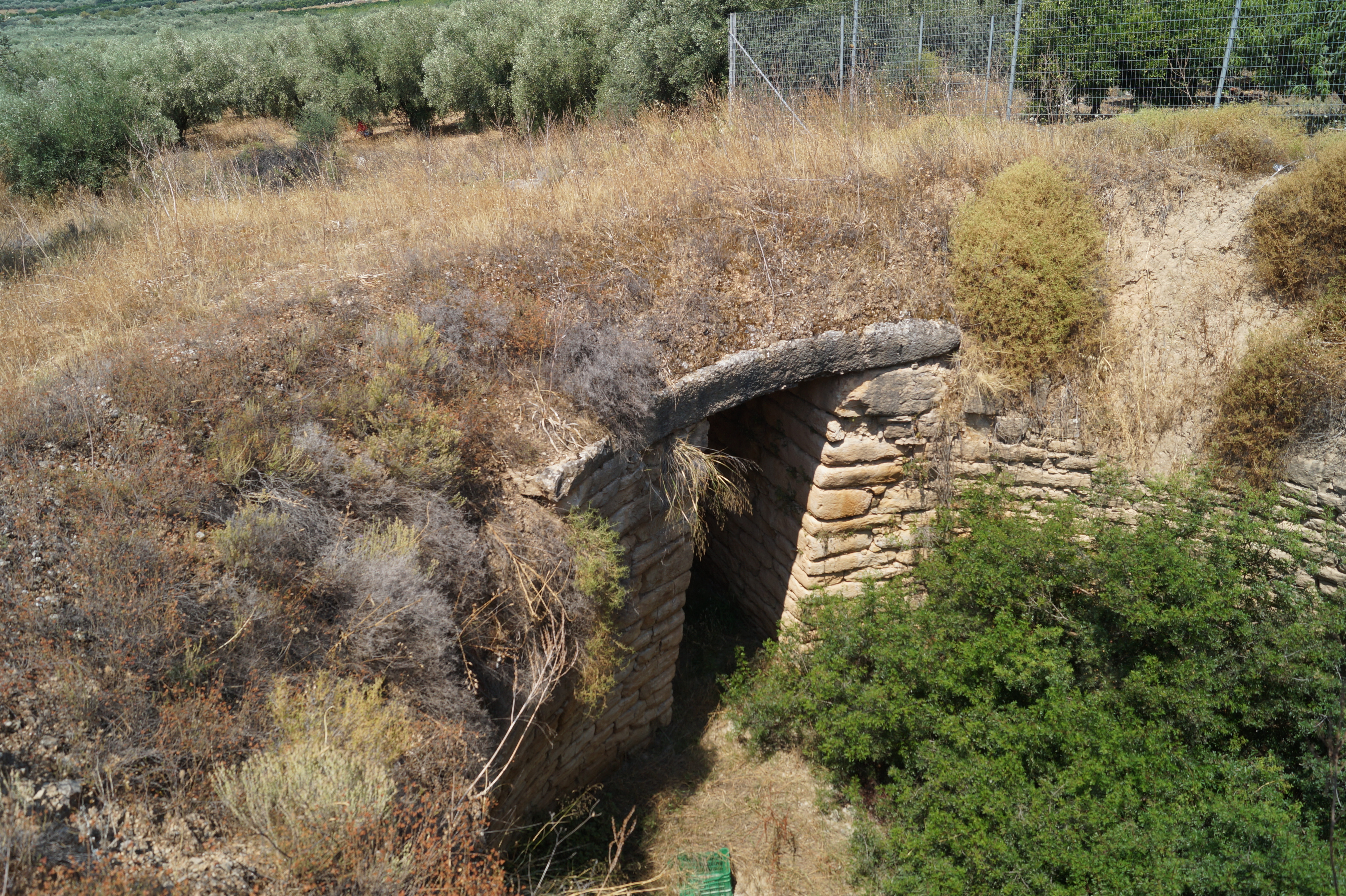
Tholos de Prosimna.

Su ubicación  fue desconocida durante mucho tiempo. No fue hasta 1831 cuando el oficial y filoheleno británico general Gordon lo encontró en 1831. Descubrió el muro ciclópeo de la terraza superior del templo durante un viaje de caza. Realizó excavaciones en la terraza del templo nuevo, dirigidas por Gordon en 1836 realizó excavaciones limitadas en la terraza intermedia y descubrió los cimientos del templo clásico. Entre los hallazgos se encontraba la cola de mármol de un cuco.  Bursian y Rangabé llevaron a cabo excavaciones en 1854. Ese mismo año, Alexandros Rhizos Rhankaves llevó a cabo una nueva excavación junto con Conrad Bursian. Se confirmó la existencia del templo clásico. También se realizaron algunos sondeos en las inmediaciones, pero como Pausanias solo había descrito el templo y ningún otro edificio, se creyó que no había nada más que encontrar. En 1878, el arqueólogo Panagiotis Stamatakis descubrió la tumba-tholos de Prosimna a unos 550 m al noroeste. Schliemann investigó la terraza del templo antiguo veinte años después, en julio de 1868,  y a finales de febrero de 1874 excavó allí durante un día con dos obreros.
A finales del siglo XIX comenzaron excavaciones más exhaustivas. La excavación más extensa se llevó a cabo en cuatro campañas de 1892 a 1895 por la Escuela Americana de Estudios Clásicos de Atenas con el apoyo del Instituto Arqueológico de América. El arqueólogo angloamericano Charles Waldstein dirigió la excavación. Su equipo estaba formado por el profesor Joseph Clark Hoppin, el profesor Richard Norton y el geólogo Dr. Henry S. Washington. Inspeccionaron todo el santuario, sus edificios supervivientes y sus exvotos. Kalpaxis, Strom, Billot, Pfaff, Coulton y Miller también realizaron investigaciones a finales del siglo XX. De 1921 a 1923, Alan Wace realizó excavaciones en la tumba del Tholos de Prosimna. De 1925 a 1928, Carl Blegen descubrió otras 50 tumbas de cámara y una tumba de fosa en el cementerio de Prosimna y en la acrópolis, sobre la terraza superior del templo, halló los cimientos de edificios micénicos. En 1949, John Langdon Caskey y Pierre Amandry excavaron varias secciones al este del Edificio este y descubrieron de una gran colección de exvotos debajo. Nikolaos M. Verdelis exploró otra tumba de cámara en 1957, a 250 metros al norte del santuario. Blegen se alejó del santuario y trabajó en el área circundante del Hereo, También se descubrieron las tumbas de cámara W1 y W2 del cementerio de Prosimna, al oeste del Hereo.